# Neoplatyura proxima
Neoplatyura proxima är en tvåvingeart som först beskrevs av Tonnoir 1927.  Neoplatyura proxima ingår i släktet Neoplatyura och familjen platthornsmyggor. Inga underarter finns listade i Catalogue of Life.